# Trichocyclus pustulatus
Trichocyclus pustulatus là một loài nhện trong họ Pholcidae. Loài này được phát hiện ở Queensland.